# Parc Bellahouston
Parc Bellahouston est un espace vert de l'agglomération de Glasgow, ayant une superficie de 68.4 hectares. 

## Histoire
Ouvert au public en 1896, il a été étendu en 1901 et en 1903. L'Empire Exhibition de 1938 s'est tenue dans le parc, avec 12,5 millions de visiteurs. Le championnats du monde de cross-country 1978 s'est également tenu dans le parc. Il a également été un des lieux de rassemblement dans les visites du pape en 1982 et en 2010.